# Running to Stand Still
Running to Stand Still è la quinta canzone dell'album The Joshua Tree del gruppo rock U2.

## Storia
Questa canzone è un brano di denuncia sociale nei confronti dell'uso dell'eroina. Bono ha tratto ispirazione nello scrivere il testo da un fatto di cronaca avvenuto nella sua città natale: Dublino. Più precisamente si trattava della storia di una coppia che era arrivata ad essere talmente dipendente dall'uso di questa sostanza stupefacente che erano arrivati al punto di vendere tutto per potersi procurare la loro dose quotidiana. Decisero, inoltre, di tentare di guadagnare denaro facendo i corrieri di una grossa quantità di droga. Se la consegna fosse andata bene, loro sarebbero stati ricchi, altrimenti avrebbero passato molti anni in galera. L'autore, scosso da tale notizia, ha voluto cercare di capire le motivazioni che spingessero delle persone ad arrivare a tanto.

## Formazione

### U2
- Bono - voce, armonica a bocca
- The Edge -  pianoforte, cori
- Adam Clayton - basso
- Larry Mullen Jr. - batteria

### Altro personale
- Daniel Lanois – chitarra

## Cover
I seguenti gruppi e artisti hanno effettuato una cover di questo brano:
| Anno | Gruppo                     | Album                                  |
| ---- | -------------------------- | -------------------------------------- |
| 2000 | Kane                       | With or Without You                    |
| 2001 | Doom Kounty Electric Chair | Even Better than the Real Thing        |
| 2002 | Mele                       | The Ethereal Tribute to U2             |
| 2005 | Mickey Harte               | Even Better Than the Real Thing Vol. 3 |
| 2008 | Achtung Baby               | Live 2006                              |
| 2009 | Elbow                      | War Child: Heroes                      |
| 2011 | Tory Amos                  | Night of Hunters Tour                  |